# Moldova Boroseni
Moldova Boroseni (rum. Fotbal Club Moldova Boroseni) – mołdawski klub piłkarski z siedzibą w Boroseni.

## Historia
Drużyna piłkarska Moldova Boroseni została założona w mieście Boroseni w 1991. W 1992 debiutował w Wyższej Lidze Mołdawii. W sezonie 1993/94 zajął przedostatnie 15 miejsce i spadł do Divizia A. Jednak przed startem nowego sezonu klub wycofał się z rozgrywek i został rozwiązany.

## Sukcesy
- brązowy medalista Mistrzostw Mołdawii: 1993/94